# Cyprinodon
Cyprinodon är ett släkte av fiskar. Cyprinodon ingår i familjen Cyprinodontidae.

## Dottertaxa tillCyprinodon, i alfabetisk ordning[1]
- Cyprinodon albivelis
- Cyprinodon alvarezi
- Cyprinodon arcuatus
- Cyprinodon artifrons
- Cyprinodon atrorus
- Cyprinodon beltrani
- Cyprinodon bifasciatus
- Cyprinodon bobmilleri
- Cyprinodon bondi
- Cyprinodon bovinus
- Cyprinodon ceciliae
- Cyprinodon dearborni
- Cyprinodon diabolis
- Cyprinodon elegans
- Cyprinodon eremus
- Cyprinodon esconditus
- Cyprinodon eximius
- Cyprinodon fontinalis
- Cyprinodon higuey
- Cyprinodon hubbsi
- Cyprinodon inmemoriam
- Cyprinodon julimes
- Cyprinodon labiosus
- Cyprinodon laciniatus
- Cyprinodon latifasciatus
- Cyprinodon longidorsalis
- Cyprinodon macrolepis
- Cyprinodon macularius
- Cyprinodon maya
- Cyprinodon meeki
- Cyprinodon nazas
- Cyprinodon nevadensis
- Cyprinodon nichollsi
- Cyprinodon pachycephalus
- Cyprinodon pecosensis
- Cyprinodon pisteri
- Cyprinodon radiosus
- Cyprinodon riverendi
- Cyprinodon rubrofluviatilis
- Cyprinodon salinus
- Cyprinodon salvadori
- Cyprinodon simus
- Cyprinodon suavium
- Cyprinodon tularosa
- Cyprinodon variegatus
- Cyprinodon verecundus
- Cyprinodon veronicae